# F13B
F13B‏ (Coagulation factor XIII B chain) هوَ بروتين يُشَفر بواسطة جين F13B في الإنسان.